# Sustut Lake
Sustut Lake är en sjö i Kanada.   Den ligger i provinsen British Columbia, i den centrala delen av landet, 3 700 km väster om huvudstaden Ottawa. Sustut Lake ligger 1 306 meter över havet. Arean är 2,5 kvadratkilometer. Den sträcker sig 4,4 kilometer i nord-sydlig riktning, och 3,4 kilometer i öst-västlig riktning.
Trakten runt Sustut Lake är nära nog obefolkad, med mindre än två invånare per kvadratkilometer.